# Kienersrüti
Kienersrüti (toponimo tedesco) è una frazione di 49 abitanti del comune svizzero di Uttigen, nel Canton Berna (regione dell'Oberland, circondario di Thun).

## Storia

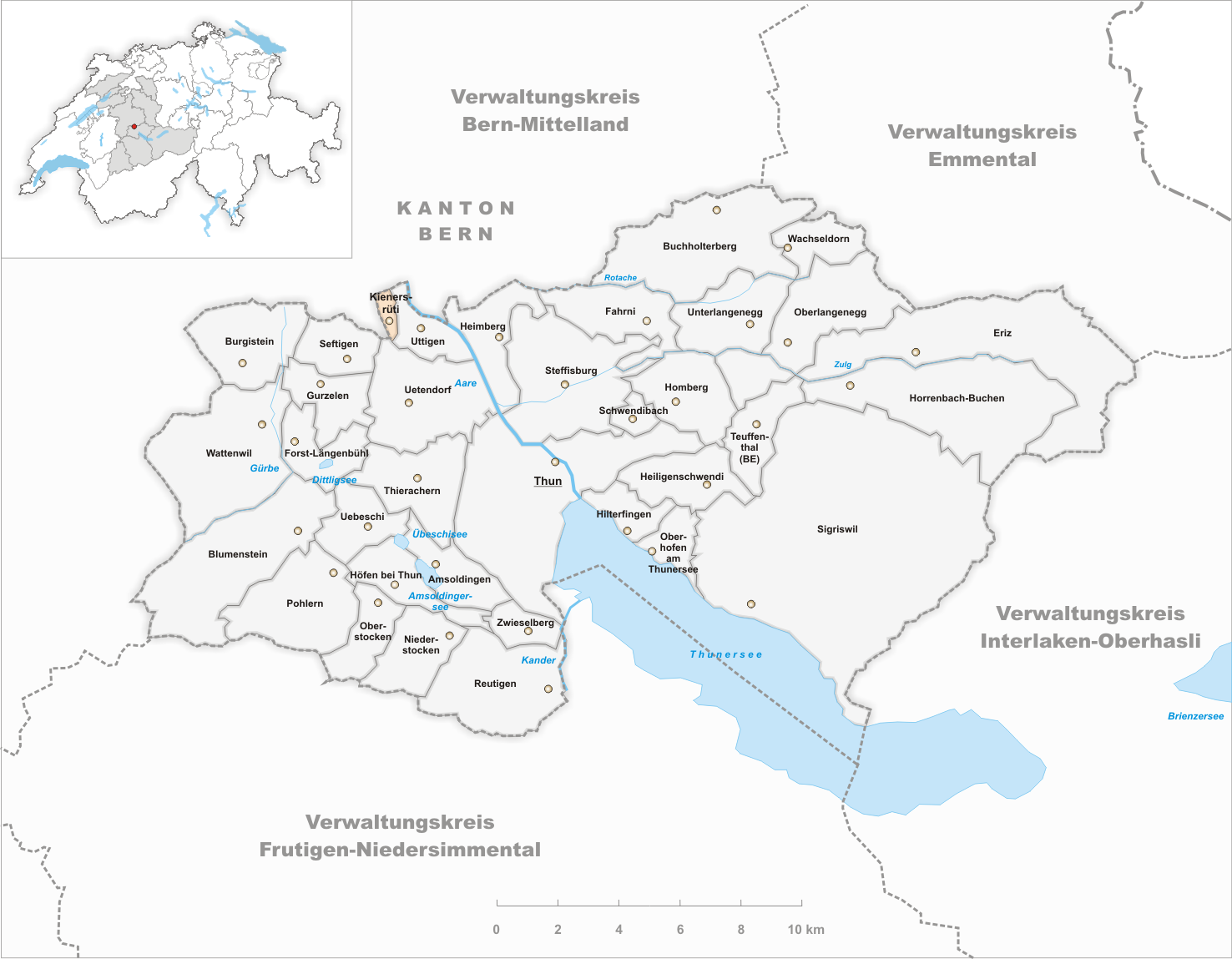
Il territorio del comune di Kienersrüti prima degli accorpamenti comunali del 2014

Già comune autonomo che si estendeva per 0,8 km², il 1° gennaio 2014 è stato incorporato a Uttigen.

## Società

### Evoluzione demografica
L'evoluzione demografica è riportata nella seguente tabella:
Abitanti censiti

## Amministrazione
Ogni famiglia originaria del luogo fa parte del comune patriziale che ha la responsabilità della manutenzione di ogni bene comune.